# Herb Brzozowic
Herb Brzozowic przedstawia Baranka Bożego na błękitnym tle, trzymającego złoty krzyż i biały proporzec. Herb jest symbolem miejscowego kościoła parafialnego św. Jana Chrzciciela lub pamiątką dawnego zawodu mieszkańców dzielnicy - hodowli owiec na folwarkach hrabiego Donnersmarcka.
Po raz pierwszy herb pojawia się na niemieckich pieczęciach z XIX wieku. Na dokumencie z 1875 znajduje się pieczęć gminna z połowy stulecia z wyobrażeniem Baranka oraz napisem GEM:SIEGEL:BRESOWITZ. Kolejne pieczęcie z herbem posiadają pełną legendę GEMEINDE SIEGEL VON BRZEZOWITZ. Na ostatniej pieczęci niemieckiej przed 1921 znalazł się napis GEMEINDE BRZEZOWITZ ) LANDKR.BEUTHEN O./S.. Z tego okresu pochodzi również nalepka na listy z herbem i napisem z trzeciej pieczęci.

Herb Kamienia

W okresie administracji polskiej sprawiono trzy nowe pieczęcie: wygląd herbu w zasadzie się nie zmienił, usunięto jedynie niemiecką legendę i zastąpiono ją polską: WOJEWÓDZTWO ŚLĄSKIE / POWIAT ŚWIĘTOCHŁOWICKI ( * GMINA / BRZOZOWICE. W 1933 Brzozowice połączono w jedną gminę z miejscowością Kamień i wówczas połączono dwa herby: górnika wydobywającego kilofem rudy skały (herb Kamienia), nad którym umieszczono Baranka symbolizującego Brzozowice. Nowy herb nie został jednak zatwierdzony przez właściwie ministerstwo.
Obecnie obie dawne samodzielne miejscowości są osobnymi dzielnicami Piekar Śląskich. Brzozowice posługują się swoim dawnym herbem, którego kolory określił już w okresie międzywojennym Marian Gumowski.